# رسلان حسن
رسلان حسن (ولد في 10 يوليو 1949) هو سياسي ماليزيا، كان عمدة كوالالمبور السابع، حيث تولى منصبه في الفترة ما بين 14 ديسمبر 2003 حتى 12 ديسمبر 2005.

## التكريمات
- ماليزيا
  -  عضو في وسام المدافع عن المملكة (AMN) (1984)[2]
  -  ضابط وسام المدافع عن المملكة (KMN) (1996)[3]
  -  قائد وسام الخدمة الجديرة بالتقدير [الإنجليزية] (PJN) – داتوك (2006)[4]
- ملقا
  -  رفيق من الدرجة الأولى في وسام ملقا الرفيع (DMSM) – داتوك (2001)
- ولاية اتحادية (ماليزيا)
  -  قائد أكبر في وسام التاج الإقليمي (SMW) - داتوك سيري (2013)